# جامعة سانت بطرسبرغ الحكومية الكهروتقنية
جامعة سانت بطرسبرغ الكهروتقنية LETI (ETU)، (الروسية: Санкт-Петербургский государственный электротехнический университет «ЛЭТИ» им. В.И. Ульянова (Ленина), СПбГЭТУ «ЛЭТИ») هي جامعة عامة وواحدة من أقدم مؤسسات التعليم العالي الروسية.
تأسست عام 1886 ككلية تقنية. تلقى جامعة سانت بطرسبرغ الكهروتقنية، كما يطلق عليه شعبيا، وضع مؤسسة للتعليم العالي في عام 1899 وأصبحت يعرف باسم معهد الكهربائيه. كانت جامعة سانت بطرسبرغ الكهروتقنية أول مؤسسة للتعليم العالي في أوروبا تتخصص في الهندسة الكهربائية. في أغسطس 2016 أصبحت جامعة سانت بطرسبرغ الكهروتقنية “LETI” جزءًا من مشروع 5-100،  وهو برنامج امتياز أكاديمي روسي.
يوجد بالجامعة برامج تدريبية في مجالات الهندسة الراديوية، والاتصالات، وعمليات التحكم، وهندسة الكمبيوتر وتكنولوجيا المعلومات، والإلكترونيات، والهندسة الطبية الحيوية، والإدارة، واللغويات.

## تاريخ
ظهرت الحاجة إلى إنشاء مؤسسة تعليمية متخصصة تركز على الهندسة الكهربائية في روسيا عام 1884. في ذلك الوقت، كان تطبيق الظواهر الكهربائية في أجهزة التلغراف منتشرًا على نطاق واسع، لذا كانت المهمة الرئيسية للكلية التقنية الجديدة هي تدريس الموضوعات التي تتناول فقط أقدم فرع من فروع الهندسة الكهربائية. أدلى رئيس إدارة البريد والبرق ببيان حول الحاجة إلى متخصصين من ذوي التعليم العالي في مجلس الدولة للإمبراطورية الروسية. قدم الكونت ديمتري تولستوي، وزير الداخلية، مسودة اللوائح المؤقتة إلى مجلس الدولة وموظفي الكلية التقنية. في 3 يونيو 1886، وافق الإمبراطور ألكسندر الثالث على اللوائح المؤقتة للكلية التقنية لمدة ثلاث سنوات من الدراسة.
في 4 سبتمبر 1886، تم افتتاح الكلية التقنية لقسم البريد والبرق، وهي أول مؤسسة تعليمية إلكترونية مدنية في روسيا. أصبح نيكولاي بيساريفسكي، وهو مهندس بارز في مجال الاتصالات الكهربائية، مديرًا للمدرسة. تم تخصيص مبنى قسم التلغراف السابق (نيو-إيساكيفسكايا 18، الآن شارع ياكوبوفيتشا لتلبية احتياجات الكلية.
أظهرت نتائج السنة الدراسية الأولى ضرورة زيادة فترة الدراسة والتوسع في برامج التعليم. في 11 يونيو (23)، 1891، وقع الإمبراطور ألكسندر الثالث مرسومًا وأعاد تسمية الكلية التقنية باسم المعهد الكهروتقني (ETI) لمدة أربع سنوات من الدراسة. كان لخريجيها الحق في الدفاع عن مشاريع أطروحتهم بعد عام واحد من العمل العملي، وتم منحهم ألقاب المهندسين. تم توسيع المناهج الدراسية وتم إنشاء أقسام خاصة بالمواد الأساسية - الرياضيات والفيزياء والكيمياء والهندسة الكهربائية وأجهزة التلغراف والتلغراف. كان التعليم مجانيًا.
بعد وفاة نيكولاي بيساريفسكي عام 1895، أصبح نيكولاي كاتشالوف رئيسًا للمعهد. في أيام قيادته، خضعت الجامعة لتغييرات كبيرة. في 4 يونيو (16)، 1899، مُنحت المعهد الكهروتقني وضع مؤسسة للتعليم العالي مع تقديم فترة تدريب مدتها خمس سنوات. بدأت الجامعة تدريباً متخصصاً في كافة مجالات الدراسات الكهربائية.
في أغسطس 1899، أصدر الإمبراطور نيكولاس الثاني أمرًا بإعادة تسمية المعهد تخليداً لذكرى "مؤسسه الذي لا يُنسى، ألكسندر الثالث باسم المعهد الكهروتقني للإمبراطور ألكسندر الثالث. حصل الخريجون على ألقاب المهندسين الكهربائيين منذ عام 1900.
أدت الثورة الصناعية الثانية في أواخر القرن التاسع عشر إلى زيادة الطلب على الهندسة الكهربائية. تقرر إنشاء مجموعة من المباني للمعهد في جزيرة أبتيكارسكي. صمم المهندس المعماري ألكسندر فيكشنسكي المبنى بأسلوب شبه قوطي. تم منح المعهد فصولاً دراسية ومختبرات ومكتبة وقاعة اجتماعات. انتقلت المعهد الكهروتقني إلى الموقع الجديد في عام 1903.
ألكسندر بوبوف، مخترع الراديو، تم تعيينه أستاذا لقسم الفيزياء عام 1901. ثم أصبح أول مدير منتخب للمعهد في سبتمبر 1905.

### معهد سانت بطرسبرغ الكهروتقني بعد الثورة
أ. فالنتين كوفالينكوف، العضو المراسل لأكاديمية العلوم في اتحاد الجمهوريات الاشتراكية السوفياتية، والبروفيسور ف. قدم نيكولاي سكريتسكي تخصصًا جديدًا في الميكانيكا عن بُعد. في وقت لاحق تم تأسيس قسم الأتمتة والميكانيكا عن بعد أيضًا.
أسس فالنتين فولوغدين، العضو المراسل لأكاديمية العلوم في اتحاد الجمهوريات الاشتراكية السوفياتية، مختبرًا للهندسة الكهربائية عالية التردد في جامعة سانت بطرسبرغ الكهروتقنية في عام 1935. أصبح المختبر معهد أبحاث للتيارات عالية التردد في عام 1947.
خلال الحرب العالمية الثانية، نزل العديد من أعضاء هيئة التدريس والإداريين، وكذلك طلاب المعهد إلى المقدمة. عندما حوصرت لينينغراد، قامت مجموعة من العلماء بقيادة البروفيسور ف. بقي سيرجي رينكيفيتش هناك. في أبريل 1942، ساعد سيرجي رينكيفيتش في إنشاء مكتب البحوث التابع لمفوضية الشعب لصناعة بناء السفن التي نفذت مهام خاصة لضمان الدفاع عن لينينغراد. أ. نظم أ. أليكسيف أعمال اللحام في بحيرة لادوجا. قام بإصلاح الأجزاء المعدنية للأرصفة والسفن المستخدمة في طريق الحياة.
نصب تذكاري مخصص لطلاب وموظفي جامعة سانت بطرسبرغ الكهروتقنية الذين ماتوا في الحرب الوطنية العظمى أقيم في شارع الأدوات الآلية في 5 نوفمبر 1986.
في عام 1992، حصل المعهد على وضع الجامعة التقنية.
في عام 1998، تم افتتاح فرع أوغرا لـ جامعة سانت بطرسبرغ الكهروتقنية “جامعة سانت بطرسبرغ الكهروتقنية” (يوجورسك، خانتي مانسي المستقل أوكروغ).

### الجامعة اليوم
يتلقى البكالوريوس والماجستير والمتخصصون تدريبًا في 7 كليات بدوام كامل. في الكلية المفتوحة، يحق للبكالوريوس الحصول على دورات بدوام جزئي وخارجي.
تقوم جامعة سانت بطرسبرغ الكهروتقنية بإعداد الطلاب في:
- درجة باكلريوس
  - 19 مجالًا (43 برنامجًا تعليميًا) من التعليم بدوام كامل؛
  - 10 مجالات للتعليم بدوام جزئي؛
  - 4 مجالات التعليم خارج الأسوار.
- ماجيستير
  - 15 مجالًا (53 برنامجًا تعليميًا) من التعليم بدوام كامل، 6 منها باللغة الإنجليزية.
- درجة تخصصية
  - 2 تخصصات التعليم بدوام كامل (4 برامج تعليمية).

تم الاعتراف بـ 28 برنامجًا تعليميًا كأفضل البرامج التعليمية لروسيا المبتكرة في عام 2017. اعتمدت الرابطة الأوروبية لـ الشبكة الأوروبية لاعتماد التعليم الهندسي 46 برنامجًا تعليميًا.
يتلقى الكادر العلمي المؤهل تدريباً عالياً في 43 تخصصاً علمياً. حاليًا، يدرس 234 طالب دراسات عليا في جامعة سانت بطرسبرغ الكهروتقنية. يوجد بالجامعة 9 مجالس أطروحة في 23 تخصص علمي. أكثر من 50 شخصًا ينهون دراساتهم العليا كل عام.
يدرس حوالي 9226 من الطلاب والخريجين في جامعة سانت بطرسبرغ الكهروتقنية في الوقت الحالي. تضم الجامعة 3 أعضاء كاملين و 5 أعضاء مناظرين في الأكاديمية الروسية للعلوم، و 20 فائزًا بجوائز وطنية ودولية، وأكثر من 220 أستاذًا وطبيبًا في العلوم. تضم الجامعة أكثر من 2000 خريج في البرامج التعليمية الرئيسية سنويًا.
إلى جانب 350 مختبرًا أكاديميًا من 7 كليات، يضم مجمع البحث والابتكار التابع لـ جامعة سانت بطرسبرغ الكهروتقنية حديقة التكنولوجيا، و 8 مراكز بحثية وتعليمية، و 3 مراكز موارد، و 5 معاهد بحثية، ومعهد أبحاث الشباب، و 14 قسمًا أساسيًا في مؤسسات متخصصة للشركاء الاستراتيجيين. يوفر مجمع التكنولوجيا بالجامعة مجموعة من خدمات الأعمال لـ 37 مؤسسة صغيرة مبتكرة. يعمل أكثر من 2000 معلم وطالب وخريج جامعي في الشركات الصغيرة في حديقة التكنولوجيا سنويًا.
أكثر من 100 شركة صناعات عالية التقنية هم شركاء إستراتيجيون لـ جامعة سانت بطرسبرغ الكهروتقنية. من بين الشركاء الأجانب للجامعة، هناك 19 منشأة نباتية كبيرة، و 15 معهدًا ومركزًا للعلوم والبحوث، و 160 جامعة من 75 دولة.
في عام 2013، تم منح جامعة سانت بطرسبرغ الكهروتقنية «جامعة سانت بطرسبرغ الكهروتقنية» جائزة جودة الخدمات التعليمية الحكومية في سان بطرسبرج.
تحتل الجامعة المرتبة الثامنة بين الجامعات التقنية في روسيا والمرتبة الثانية بين الجامعات التقنية في سانت بطرسبرغ في ترتيب الطلب على الجامعات في روسيا. في عام 2018، احتلت جامعة سانت بطرسبرغ الكهروتقنية المركز الخامس بين الجامعات التقنية في روسيا والمركز الثاني بين الجامعات التقنية في سانت بطرسبرغ في مراقبة جودة القبول في الجامعات. يحتل جامعة سانت بطرسبرغ الكهروتقنية «جامعة سانت بطرسبرغ الكهروتقنية» المرتبة الأولى بين الجامعات التقنية في سانت بطرسبرغ فيما يتعلق بمراقبة توظيف الخريجين.

## دراسات للأجانب
جامعة سانت بطرسبرغ الكهروتقنية “جامعة سانت بطرسبرغ الكهروتقنية” متخصص في الهندسة الكهربائية وهندسة الراديو وعلوم الكمبيوتر، ولكنه يقدم أيضًا برامج البكالوريوس والماجستير والدكتوراه في مجال العلوم الإنسانية والاقتصاد والعلاقات العامة. ترحب جامعة سانت بطرسبرغ الكهروتقنية “جامعة سانت بطرسبرغ الكهروتقنية” بالطلاب من جميع أنحاء العالم. يوجد في الجامعة حوالي 1000 طالب دولي من 60 دولة.
يمكن للطلاب الدوليين الراغبين في اكتساب معرفة جديدة وعميقة ومهارات عملية التقدم إلى كل من برامج الماجستير الستة التي تدرس اللغة الإنجليزية في الجامعة:
- تقنية القياس بالليزر
- نظم وتقنيات الهندسة الحيوية للأطراف الاصطناعية وإعادة التأهيل
- هندسة الترددات اللاسلكية والميكروويف وتيراهيرتز للأنظمة اللاسلكية
- الأتمتة والميكاترونكس
- الخلايا الكهروضوئية وتكنولوجيا الطاقة الشمسية
- علوم الكمبيوتر واكتشاف المعرفة

تتطلب البرامج الأخرى فهم اللغة الروسية. ومع ذلك، يمكن للطلاب الدوليين التسجيل في القسم التحضيري لسد هذه الفجوة. بالنسبة لأولئك الذين يرغبون في تعلم اللغة الروسية، تقدم جامعة سانت بطرسبرغ الكهروتقنية جامعة سانت بطرسبرغ الكهروتقنية مدارس صيفية للغة الروسية. بالإضافة إلى ذلك، تنظم الجامعة مدارس صيفية احترافية تتيح للطلاب فرصة اكتساب مهارات إضافية وزيادة معرفتهم في المجالات التالية:
- الهندسة الطبية الحيوية
- هندسة البرمجيات

## التعاون الدولي
جامعة سانت بطرسبرغ الكهروتقنية جامعة سانت بطرسبرغ الكهروتقنية لديها شراكة تعاون في مجال التعليم مع 82 جامعة في 29 دولة. تشارك في برنامج إيراسموس موندوس.
تقدم الجامعة العديد من برامج الدبلومات المشتركة والمزدوجة مثل برنامج البكالوريوس المشترك مع معهد شوتشو للتكنولوجيا، وبرنامج الدبلوم المزدوج مع جامعة لابينرانتا للتكنولوجيا والجامعة التقنية في إلميناو.

## الأسماء
1886-1891 - الكلية التقنية لقسم البريد والبرق
1891-1898 - المعهد الكهروتقني
1898-1917 - معهد الكهروتقني للإمبراطور ألكسندر الثالث
1918-1992 - سمي المعهد الكهروتقني على اسم السادس أوليانوف (لينين)
1992-1998 - جامعة سانت بطرسبرغ الكهروتقنية
منذ عام 1998 - جامعة سانت بطرسبرغ الكهروتقنية «جامعة سانت بطرسبرغ الكهروتقنية»

### الأسماء الرسمية
- جامعة سانت بطرسبرغ الكهروتقنية
- ETU
- LETI
- Санкт-Петербургский государственный электротехнический университет «ЛЭТИ» им. В. И. Ульянова (енина)
- СПбГЭТУ «ЛЭТИ»

## مشاهير الخريجين
- قسطنطين خرينوف
- زوريس ألفيروف
- فاليري جولوبيف
- فلاديمير كوزين
- أليكسي ميشين
- مايكل فيمين

## روابط خارجية
- الموقع الرسمي